# Porta, Pyrénées-Orientales
Porta là một xã ở tỉnh Pyrénées-Orientales trong vùng Occitanie, phía nam nước Pháp. Xã này có diện tích 65,19 nằm ở khu vực có độ cao trung bình 1510 mét trên mực nước biển.